# メガバンク最終決戦
『メガバンク最終決戦』（めがばんくさいしゅうけっせん）は、波多野聖による経済小説。2015年1月30日に『メガバンク絶滅戦争』と題して新潮社より刊行された後、2016年2月1日に『メガバンク最終決戦』として文庫化にあたり改題された。
2016年2月14日から2016年3月20日までWOWOW 連続ドラマW『メガバンク最終決戦』としてテレビドラマ化され放映された。

## 概要
突如として巨額損失を被り経営破綻の危機に立たされた日本最大のメガバンクを舞台に、凄腕ディーラーである専務と出身行ごとのヒエラルキー等に屈することなくまじめに仕事をこなす総務部長代理の二人が、買収を目論む外資系ファンドや官僚との攻防戦を繰り広げる姿を、時々銀行内部の軋轢や出身行ごとのヒエラルキーを交えながら描く。

## あらすじ
東西帝都EFG銀行（TEFG銀行）は、戦前より日本経済に君臨してきた企業集団・帝都グループを長年に渡り支えてきた「帝都銀行」と為替専門銀行の「東西銀行」が合併した「東西帝都銀行」が、巨額の不良債権を抱える「EFG銀行」を金融庁主導の元救済合併したことにより誕生した日本最大のメガバンク。合併後も行内融和は進まず、帝都銀行出身者出身者を頂点とし、その下に東西銀行出身者、EFG銀行の前身行である「大栄銀行」出身者、そして底辺部に大栄と同じくEFG前身行である「名京銀行」の出身者が位置するピラミッド型のヒエラルキー構造が成立し、内部では各出身行の軋轢が根強く残っていた。
ある日、日本国債が突如として暴落。そんな中、TEFG銀行専務である東西銀行出身の凄腕為替ディーラー・桂光義は、頭取と金融庁長官・五条の密談によって5兆円の超長期国債が極秘裏に購入されたことを知る。日本国債の暴落によってそれは数兆円規模の巨額損失をTEFG銀行にもたらし、急転直下TEFG銀行は債務超過、経営破綻の危機を迎える。
桂は少しでも多くの利益を捻り出し損失を軽くするべく一大相場を張り、更に頭取や副頭取と共に五条に巨額損失の計上を今年度決算から除外する特別措置の実施を五条に掛け合うが、行内の派閥抗争により情報漏洩が起きた結果取り付け騒ぎが発生。しかし、名京銀行出身者の総務部長代理・二瓶正平の機転により取り付け騒ぎは収まり、五条が特別措置の実施を認めることを発表したことでひとまず経営危機は回避される。
しかし、この対応に対し米上院議員が米議会の委員会で「金融国際化に逆行する『裁量行政』だ」と金融庁を批判した結果、五条は記者会見で一転してこれに同調し「TEFG銀行の今年度予算に関する特別措置を認めない」と発表。これによりTEFG銀行は再度経営危機を迎えてしまう。外資系ファンドがTEFG銀行を買収のターゲットに定める中、桂は二瓶と共にTEFG銀行を救うべく奔走する。

## 書籍情報
- メガバンク絶滅戦争（2015年01月30日、新潮社、ISBN 978-4-10-337091-8）
- 【改題】メガバンク最終決戦（2016年02月01日、新潮文庫、ISBN 978-4-10-120361-4）

## テレビドラマ
WOWOW「連続ドラマW」にて2016年2月14日から2016年3月20日まで放送された。全6話。主演は椎名桔平。

### キャスト
桂光義 - 椎名桔平
東西帝都EFG銀行 専務。ディーラー。
二瓶正平 - 桐谷健太
東西帝都EFG銀行 総務部 部長代理。
西郷洋輔 - 大石吾朗
東西帝都EFG銀行 頭取。
有村次郎 - 日野陽仁
東西帝都EFG銀行 副頭取。
水野正吾 - 利重剛
財務省 事務次官。
湯川環季 - 緒川たまき
クラブ「環」のママ。桂の恋人。
佐川瑤子 - 音月桂
オメガ・ファンド 日本担当。
二瓶舞衣子 - 大塚千弘
二瓶の妻。
荻野目裕司 - 音尾琢真
中央経済新聞 デスク。
エドウィン・タン/塚本卓也 - 小松利昌
ウルトラ・タイガー・ファンド運用者。二瓶とは大学時代の同級生。
君嶋 - 袴田吉彦
桂の東西銀行時代の元同僚。ライバルであり友人。
高柳正行 - 益岡徹
第一次産業中央金庫 専務理事。
山下一弥 - 田窪一世
東西帝都EFG銀行 常務。
下山弥一 - 長江英和
東西帝都EFG銀行 常務。
辻本勇 ‐ 遠藤たつお
ヘレン・シュナイダー - カミラ・ストール
オメガ・ファンド 代表。瑤子のパートナー。
石原恵太 - 小柳友
東西帝都EFG銀行 市場部。ディーラー。
浜口 - 左とん平
相場師。KTファンド 代表。
五条健司 - 石橋凌
金融庁 長官。

### スタッフ
- 原作 - 波多野聖『メガバンク最終決戦』(新潮文庫刊)
- 企画協力 - 新潮社
- 監督 - 古澤健、佐和田惠
- 脚本 - 杉原憲明
- 音楽 - 大間々昂
- プロデュース - 植田春菜、原公男
- 制作プロダクション - ツインズジャパン
- 製作著作 - WOWOW

### リリース
- DVD BOX 発売日：2016年9月16日（金）、発売・販売元：TCエンタテインメント、ディスク枚数: 3[2]

### 放送日程
| 放送回 | 放送日  | 監督     |
| ------ | ------- | -------- |
| 第1話  | 2月14日 | 古澤健   |
| 第2話  | 2月21日 | 古澤健   |
| 第3話  | 2月28日 | 佐和田惠 |
| 第4話  | 3月6日  | 佐和田惠 |
| 第5話  | 3月13日 | 古澤健   |
| 第6話  | 3月20日 | 古澤健   |

| WOWOW 日曜オリジナルドラマ 連続ドラマW | WOWOW 日曜オリジナルドラマ 連続ドラマW     | WOWOW 日曜オリジナルドラマ 連続ドラマW                    |
| 前番組                                 | 番組名                                     | 次番組                                                    |
| -------------------------------------- | ------------------------------------------ | --------------------------------------------------------- |
| 撃てない警官 (2016.1.10 - 2016.2.7)    | メガバンク最終決戦 (2016.2.14 - 2016.3.20) | 東野圭吾「カッコウの卵は誰のもの」 (2016.3.27 - 2016.5.1) |